# هافارد فوسام
هافارد فوسام (بالنرويجية البوكمول: Håvard Fossum)‏ هو عازف جاز وملحن نرويجي، ولد في 7 يونيو 1971 في ميسن في النرويج.

## روابط خارجية
- هافارد فوسام على موقع ميوزك برينز (الإنجليزية)
- هافارد فوسام على موقع أول ميوزيك (الإنجليزية)
- هافارد فوسام على موقع ديسكوغز (الإنجليزية)